# Nosema apis
 Nosema apis este un parazit mic, unicelular, care atacă în special albinele melifere.